# Nesticus suzuka
Nesticus suzuka là một loài nhện trong họ Nesticidae.
Loài này thuộc chi Nesticus. Nesticus suzuka được Takeo Yaginuma miêu tả năm 1979.